# Léon Pineau
Léon Pineau (7. juli 1861 i Moussac-sur-Vienne – 26. september 1965 i Montmorillon) var en fransk litteraturhistoriker.
Pineau, der var professor i udenlandsk litteratur ved universitetet i Clermont-Ferrand, udgav Les contes populaires de Poitou (1891), Le folklore de Poitou (1892), Les vieux chants populaires scandinaves (2 bind, 1898—1901, prisbelønnet af Akademiet), Le romancero scandinave (1906, oversættelser af folkeviser fra Danmark, Sverige, Norge, Island og Færøerne) og L'évolution du roman en Allemagne au XIXe siècle (1908). Pineau har 1900 oversat Einar Christiansens Cosmus.
Han var rektor for Académie de Poitiers fra 1914 til 1933.